# Bent Larsen
Bent Larsen (Thisted, 4. ožujka 1935. — Buenos Aires, 9. rujna 2010.), bio je danski šahist, šahovski velemajstor i šahovski pisac.

## Životopis
Larsen se 1960-ih i 1970-ih ubrajao među deset najboljih šahista u svijetu. Postao je velemajstor 1956. i najbolji danski šahist svih vremena. Krajem 1960-ih smatran je najboljim svjetskim turnirskim igračem i pobijedio je na nekoliko jakih turnira. Larsenova odlika je bila njegova kreativna igra i borbeni duh. Postao je poznat kada je izgubio meč protiv Bobbyja Fischera 1971., 6 izgubljenih iz 6 partija šaha, jer Larsen nikada nije igrao na remi. Bio je vrlo cijenjen šahovski komentator i šahovski pedagog. Tijekom natjecanja na turniru u Buenos Airesu 1980., upoznao je odvjetnicu Lauru koju je kasnije oženio. Poslije toga je živio u Buenos Airesu. Zadnjih godina svog života sporadično je sudjelovao na šahovskim turnirima. 